# Omszała Baszta

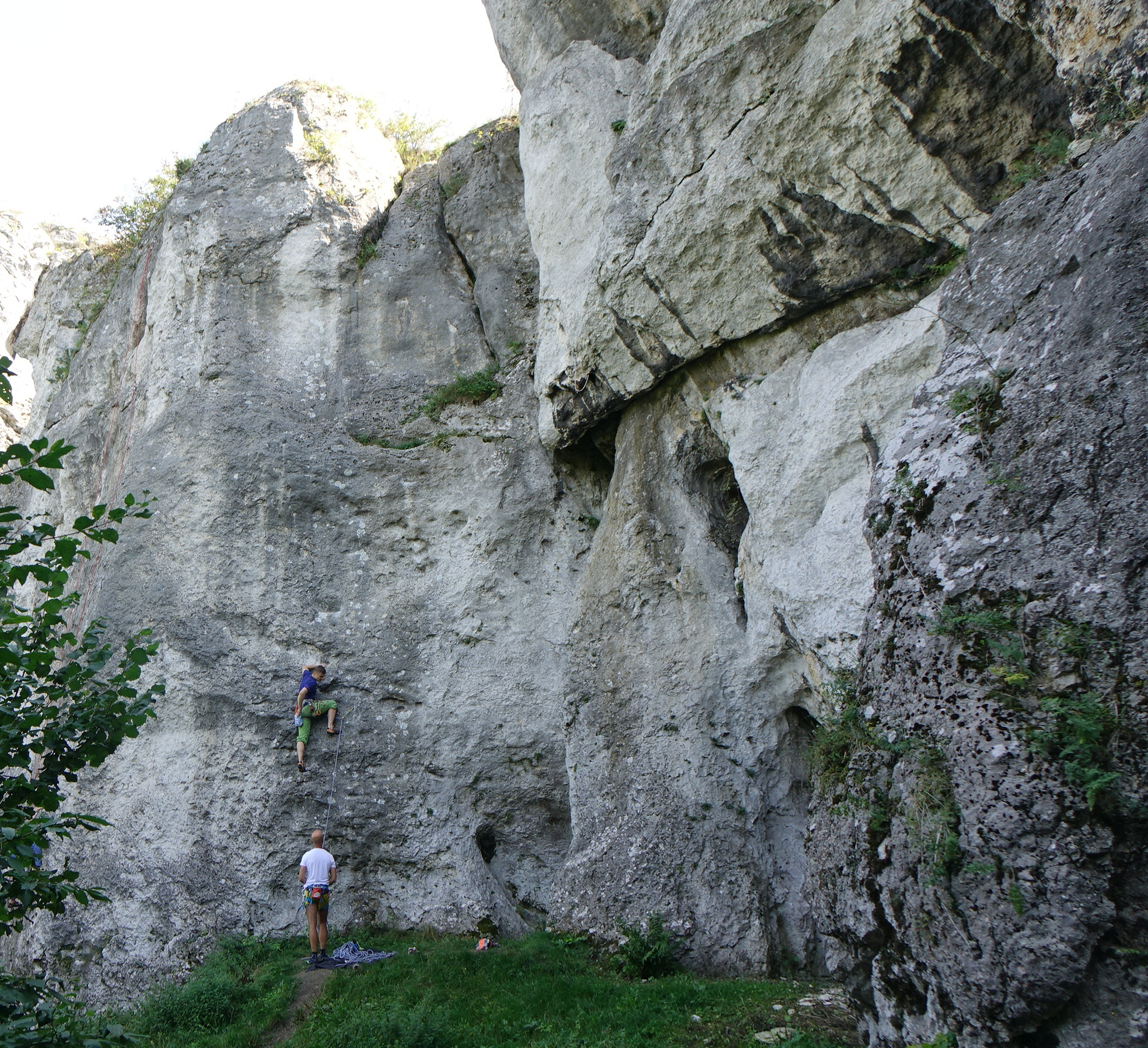

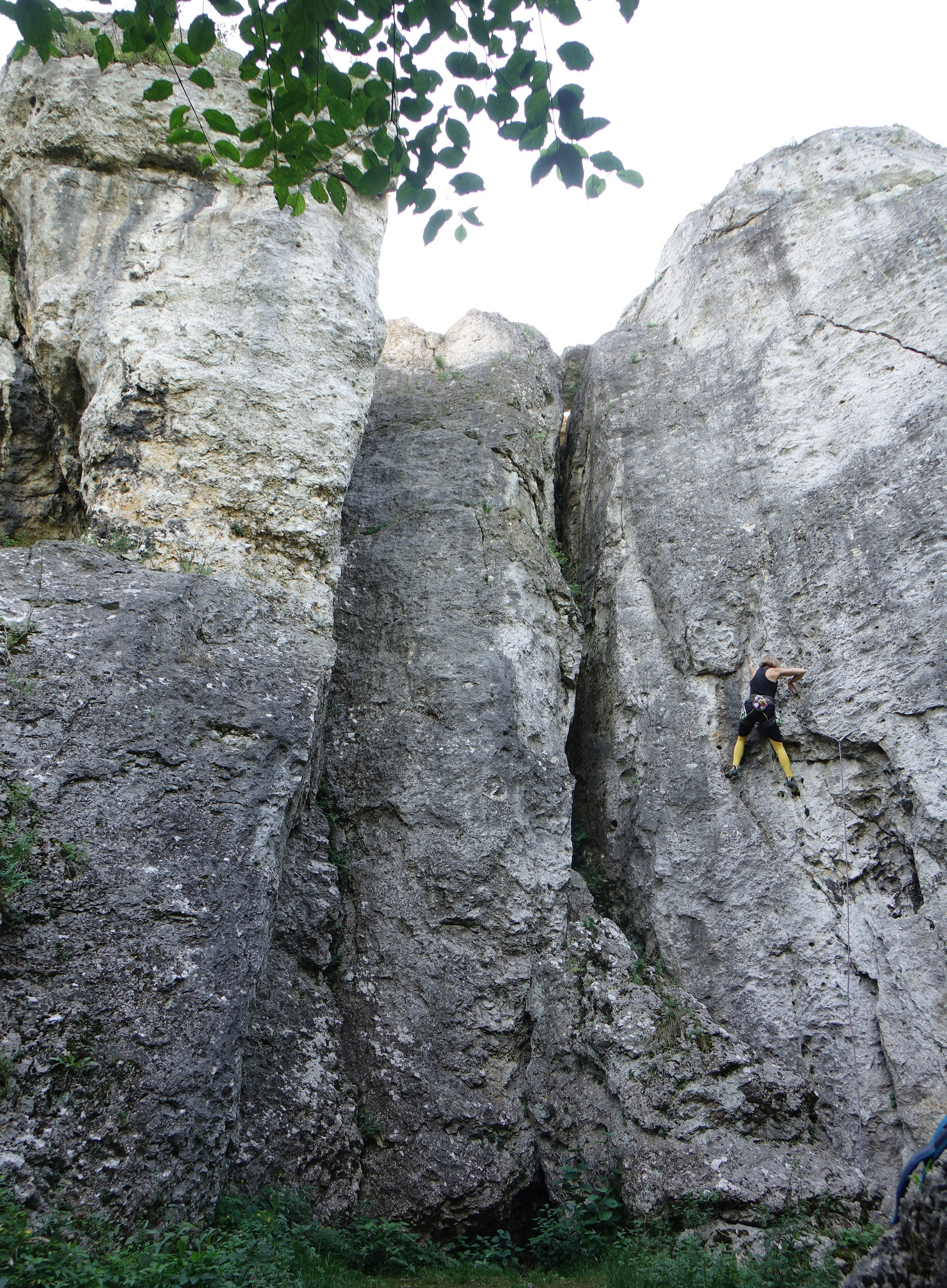

Omszała Baszta – skała w masywie Okiennika Wielkiego, zwanego też Okiennikiem Dużym lub Okiennikiem Skarżyckim. Znajduje się w granicach wsi Piaseczno w województwie śląskim, w powiecie zawierciańskim, w gminie Włodowice na Wyżynie Częstochowskiej.
Bliźniacza Baszta to fragment skalnego muru pomiędzy Bliźniaczą Basztą i Okiennikiem (Czołową Ścianą). Od południowo-wschodniej strony jest dość stroma i porośnięta chaszczami, ale jest tu ścieżka, którą można wyjść na jej grań. Od północno-zachodniej strony natomiast opada pionową ścianą z filarami i kominami. Ma wysokość około 20 m i jest obiektem wspinaczki skalnej.

## Drogi wspinaczkowe
Na Omszałej Baszcie jest 15 dróg wspinaczkowych o trudności od IV do VI.4+ w skali polskiej. Część z nich ma zamontowane stałe punkty asekuracyjne: ringi (r) i stanowisko zjazdowe (st), na pozostałych wspinaczka tradycyjna (trad). Wśród wspinaczy skalnych skała jest bardzo popularna.

1. Przez konia; V+, 6r + st, droga szczególnie polecana
2. Amica; VI.1+, trad +4r + st
3. Śliczne zacięcie w lewo; III, trad, 1r + st, droga szczególnie polecana
4. Śliczne zacięcie; V, trad, 1r
5. Super brudas; VI.4+, 9r + st
6. Zapraszamy do trójki; VI.3+, 5r + st, droga szczególnie polecana
7. Gorące łapki; VI.3, 5r+rz, droga szczególnie polecana
8. Międzyłapie; VI.4+, 7r + st
9. Zimne łapki; VI.1+ 8r + st, droga szczególnie polecana
10. Perpetuum mobile; VI.3+, 7r + st
11. Żabie udka; VI.3, 7r + st, droga szczególnie polecana
12. Prostowanie żabich udek; VI.3+, 8r + st
13. The Doors; VI.1, 7r + st, droga szczególnie polecana
14. Droga Tokarzewskiego; VI+, 5r + trad
15. Komin między basztami; VI+, trad[2].